# Mike Varney
Mike Varney is een Amerikaanse rockzanger. Hij is de oprichter van de Shrapnel Label Group, die Shrapnel Records, Tone Center Records en Blues Bureau International omvat. Hij heeft ook een belang van 50% in Magna Carta Records, een in New York gevestigd label. Amazon.com geeft momenteel een lijst van meer dan 790 albums, die zijn uitgebracht door platenlabels, die zijn opgericht door of eigendom zijn van Mike Varney. Hij wordt vaak gezien als de persoon, die het meest verantwoordelijk is voor het populariseren van de shredgitaarboom uit het midden van de jaren 1980 en heeft zich voortdurend gespecialiseerd in het produceren van veelgeprezen muzikanten binnen de genres instrumentale rock, hardrock, jazz, jazzfusion, blues, bluesrock, progressieve metal en speed metal.

## Biografie
Mike Varney groeide op in Novato (Californië), gelegen in de regio North Bay van de San Francisco Bay Area. Voordat hij Shrapnel Records oprichtte, speelde Varney veel met de pre-punkband The Nuns uit San Francisco. The Nuns waren in die tijd een van de meest succesvolle bands in de Bay Area, die regelmatig uitverkocht waren op de plaatselijke podia en clubs. Hij schreef en speelde Rock Justice samen met Jefferson Airplane en Jefferson Starship's Marty Balin, uitgebracht door EMI Music in 1980. Varney leidde ook zijn eigen band Cinema, die brede erkenning kreeg in de San Francisco Bay Area. Hij stond bekend om zijn verzengende leadgitaar-runs, uitgevoerd op zijn collectie Gibson SG gitaren. Hij begon ook zijn verzameling van een van 's werelds meest uitgebreide lp-platencollecties van hardrock- en heavy metalmuziek, die nu meer dan 40.000 lp's en cd's omvat.

### Shrapnel Records
Shrapnel Records werd in 1980 opgericht door de toen 22-jarige Mike Varney. Het was de eerste platenmaatschappij in de Verenigde Staten, die zich strikt toelegde op heavy metal. Zoals andere labels volgden, onderscheidde Shrapnel zich van de rest, door zich te concentreren op bands met gitaristen met buitengewone capaciteiten en liepen voorop in de neo-klassieke elektrische gitaar- en shred-bewegingen. Shrapnel Records was het eerste label, dat gerenommeerde gitaristen onder de aandacht van de wereld bracht, zoals Yngwie Malmsteen (Steeler), Marty Friedman, Jason Becker, Paul Gilbert, Racer X, Tony MacAlpine, Vinnie Moore, Greg Howe, Richie Kotzen, John5 en vele anderen. Tegenwoordig blijft Shrapnel gitaristen opnemen met buitengewone bekwaamheid en is ook gedeeltelijk teruggekeerd naar zijn metalwortels, door enkele klassieke metal- en hardrockplaten uit te brengen vanwege een heroplevende marktinteresse.
Mike Varney begon zijn Spotlight-rubriek in het tijdschrift Guitar Player in 1982 als een middel om uitmuntend talent te ontdekken onder het lezerspubliek van het tijdschrift. Zijn maandelijkse column bevatte veel zogenaamde hometown-helden, die demo's instuurden om hun capaciteiten te demonstreren. Verschillende spelers die te zien waren, kregen de kans om op te nemen bij Shrapnel Records.

### Blues Bureau International
Blues Bureau International, opgericht in 1991, is een label dat zijn aandacht heeft gericht op het bluesrockgenre. Door de jaren heen heeft het label vele artiesten opgenomen, waaronder twaalf Pat Travers-platen, zes Rick Derringer-platen, evenals platen van andere rockbluesartiesten zoals Eric Gales, vijf platen met Scott Henderson, solo-platen en met zijn band Tribal Tech., Glenn Hughes, twee platen met Black Crowes-gitarist Marc Ford, vijf platen met Chris Duarte, Neal Schon, The Outlaws, Joe Louis Walker, enz. Het label blijft artiesten opnemen in de electric bluesstijl.

### Tone Center Records
Tone Center Records, opgericht in 1997, is een onafhankelijke platenmaatschappij, die eigendom is van veteraan Mike Varney, die zich toelegt op het opnemen van jazz, jazz/rock en fusionmuziek op hoog niveau. De selectie bestaat uit enkele van de meest bekende namen in de instrumentale jazz/rock/fusionwereld. Op de platen van dit label staan onder meer optredens van legendarische muzikanten zoals Eric Johnson, Warren Haynes, Steve Morse, Victor Wooten, Mike Stern, om er maar een paar te noemen (zie artiestenlijst hieronder).

## Muziekcollectie en archief
Mike Varney begon met het verzamelen van opnamen vóór het begin van zijn carrière in 1980. Zijn huidige collectie omvat meer dan 40.000 lp's en cd's, die uitgebreid de hardrock, metal, progressieve rock, bluesrock en jazz-fusion genres en subgenres beslaan.

## Artiesten wiens muziek is verschenen op labels van Varney (selectie)
Shrapnel Records
- Apocrypha
- Artension
- Bango Tango
- Bernd Steidl
- Borislav Mitic
- Brides of Destruction
- Cacophony
- Chastain
- Craig Goldy
- Crimeny
- Darren Housholder
- Derek Taylor
- Eniac Requiem
- Fretboard Frenzy
- George Bellas
- George Lynch
- Glenn Hughes
- Great White
- Greg Bissonnette
- Greg Howe
- Haji's Kitchen
- Howe II
- Jake E. Lee
- James Byrd Group
- James Murphy
- Jason Becker
- Jeff Watson
- Jizzy Pearl
- Joey Tafolla
- John5
- Johnny Hiland
- John West
- L.A. Guns
- Marc Rizzo
- Marty Friedman
- Mayadome
- Michael Lee Firkins
- Michael Schenker Group
- Michelle Meldrum
- Mogg/Way
- Nicole Couch
- Paul Gilbert
- Racer X
- Richie Kotzen
- Scott Stine
- Scott Mishoe
- Steeler
- Stephen Ross
- Timelord
- Toby Knapp
- Todd Duane
- Tony Fredianelli
- Tony MacAlpine
- UFO
- Vicious Rumors
- Vinnie Moore
- Vitalij Kuprij
- War & Peace
- Winger
- Yngwie Malmsteen

Tone Center Records
- Adam Rogers
- Anthony Jackson
- Bill Connors
- Bill Frisell
- Bireli Lagrene
- Brett Garsed
- Chris Duarte
- Citriniti
- Craig Erickson
- Dave Liebman Aydin Essen
- Dennis Chambers
- Eric Johnson
- Fabrizio Leo
- Frank Gambale
- Gary Willis
- Jack DeJohnette
- Jeff Richman
- Jimmy Haslip
- Jimmy Herring
- Jing Chi
- John Abercrombie
- John Patitucci
- John Scofield
- Kai Eckhardt
- Larry Coryell
- Mike Stern
- OHM
- Pat Martino
- Rachel Z Trio
- Rob Wasserman
- Robben Ford
- Ron Keel
- Scott Henderson
- Scott Kinsey
- Simon Phillips
- Steve Bailey
- Steve Khan
- Steve Kimmock
- Steve Lukather
- Steve Marcus
- Steve Morse
- Steve Smith
- Stuart Hamm
- TJ Helmerich
- T Lavitz
- The Michael Landau Group
- The Royal Dan
- Tom Coster
- Victor Wooten
- Vinnie Colaiuta
- Vital Techtones
- Walter Trout
- Warren Haynes

Blues Bureau Records
- Blindside Blues Band
- Chris Cobb
- Craig Erickson
- Dave Goodman, gitarist en singer-songwriter van Victoria B.C., Canada
- Eric Gales
- Garth Webber
- Glen Hughes
- Howling Iguanas
- Joe Louis Walker
- Johnny Nitro
- Jon Butcher
- L.A. Blues Authority
- Leslie West
- Little John Crisley
- Marc Ford
- Neal Schon
- Pat Travers
- Paul Gilbert
- Richie Kotzen
- Rick Derringer
- Scott Henderson
- Stoney Curtis Band
- T.J. Parker
- The Outlaws
- Tom Castro
- Tony Spinner

Magna Carta Records
- Age of Nemesis
- Alex Skolnick
- Altura
- Andy West
- Anthropia
- Attention Deficit
- Bill Cutler
- Billy Sheehan
- Bozzio & Sheehan
- Bozzio Levin Stevens
- Caliban
- Cairo
- Clinton Administration
- Dali's Dilemma
- David Lee Roth
- December People
- Derdian
- Derek Sherinian
- Drum Nation
- Doug Pinnick
- Enchant
- Ethan Brosh
- Explorers Club
- Fareed Haque
- Hideous Sun Demons
- Ice Age
- James LaBrie
- Jordan Rudess
- Kansas
- Khallice
- Kris Norris Projekt
- Lemur Voice
- Leonardo
- Lief Sorbye
- Liquid Tension Experiment
- Liquid Trio Experiment
- Magellan
- Martone
- Michael Lee Firkins
- Mike Portnoy
- Niacin
- OHMphrey
- Oz Noy
- Ozric Tentacles
- Robert Berry
- Robert Walter
- Royal Hunt
- School of The Arts
- Shadow Gallery
- Speakers for the Dead
- Steve Morse
- Steve Stevens
- Stripsearch
- Tempest
- Terry Bozzio
- The Lonely Bears
- Tiles
- Tishamingo
- Tony Hymas
- Tony Levin
- Totalasti
- Under the Sun
- Vapourspace
- World Trade

- Library of Congress Control Number: no2005089353
- MusicBrainz: 46aa227f-d98f-4bb8-b2a7-b08c1a60b663
- Nationale Bibliotheek van Israël: 987007358020705171
- Virtual International Authority File: 61284865
- WorldCat: E39PBJd88PkGDyBHdtjW4rW4bd